# Attalea vitrivir
Attalea vitrivir là loài thực vật có hoa thuộc họ Arecaceae. Loài này được Zona mô tả khoa học đầu tiên năm 2002.